# Marek Svatoš
Marek Svatoš (Košice, Slovačka, 17. lipnja 1982.) slovački je profesionalni hokejaš na ledu koji igra na poziciji desnog krila. Trenutačno je član Colorado Avalanchea koji se natječe u NHL-u.

## Klupska karijera
Svatoš svoje prve hokejaške korake čini 1996. godine u rodnoj Slovačkoj, odnosno u juniorima kluba HC Košice. U klubu provodi četiri sezone, a u svojoj posljednjoj sezoni u Košicama dobiva priliku i u seniorima te u sezoni 1999./00. upisuje prve profesionalne minute zaigravši u slovačkoj Extraligi. 2000. godine odlazi u Kanadu te postaje članom momčadi Kootenay Ice, iz grada Cranbrook u kanadskoj pokrajini Britanska Kolumbija, koja se natječe u juniorskom WHL-u. Tu provodi dvije sezone te upisuje 92 nastupa u regularnoj sezoni pri čemu je prikupio 118 bodova. Također, u dva navrata nastupa i u doigravanju WHL-a te igra u 33 utakmice pri čemu prikuplja 27 bodova. U sezoni 2000./01. proglašen je članom prve novačke momčadi WHL-a.

### Colorado Avalanche (2002. – danas)
Na draftu 2001. godine u 7. krugu kao 227. izbor odabrali su ga Colorado Avalanche. Već sljedeće sezone potpisuje ugovor s Avalancheom te odmah biva posuđen klubu Hershey Bears koji se natjecao u AHL-u. Nakon trideset odigranih utakmica ozljedio je rame te propustio ostatak sezone. U sezoni 2003./04. dobiva priliku u prvoj momčadi Avalanchea te po prvi put nastupa u NHL-u. U regularnoj sezoni odigrava tek četiri utakmice, ali prilika mu se otvara u doigravanju što dobro koristi te u 11 nastupa skuplja 6 bodova. Za vrijeme štrajka u NHL-u, u sezoni 2004./05., biva ponovno na posudbi kod Hershey Bearsa. Ovaj put odigrava 72 utakmice te ostvaruje 46 boda. Od sezone 2005./06. redovno nastupa u NHL-u izborivši se za mjesto u prvoj momčadi Avalanchea, usprkos bronim ozljedama koje ga prate. Štoviše, upravo je sezonu 2005./06. opet ranije završio zbog treće ozljede ramena. 25. srpnja 2008. godine produžio je ugovor s klubom na nove dvije godine.

## Reprezentacijska karijera
Svatoš je u dva navrata, 2000. i 2002. godine, nastupao u juniorskim selekcijama reprezentacije Slovačke na svjetskim juniorskim prvenstvima. 2006. godine po prvi put nastupa za "A" reprezentaciju Slovačke na XX. Zimskim olimpijskim igrama koje su održane u talijanskom Torinu. Odigrao je šest utakmica bez konkretnog učinka. Slovačka je natjecanje napustila u četvrtfinalu gdje je poražena od susjedne Češke s 3 : 1.

## Statistika karijere
Bilješka: OU = odigrane utakmice, G = gol, A = asistencija, Bod = bodovi, KM = kaznene minute

### Klub
| 1999./00.       | HC Košice          | SEL             | 19  | 2  | 2  | 4   | 0   | —  | —  | — | —  | —  |
| 2000./01.       | Kootenay Ice       | WHL             | 39  | 23 | 18 | 41  | 47  | 11 | 7  | 2 | 9  | 26 |
| 2001./02.       | Kootenay Ice       | WHL             | 53  | 38 | 39 | 77  | 58  | 21 | 12 | 6 | 18 | 40 |
| 2002./03.       | Hershey Bears      | AHL             | 30  | 9  | 4  | 13  | 10  | —  | —  | — | —  | —  |
| 2003./04.       | Colorado Avalanche | NHL             | 4   | 2  | 0  | 2   | 0   | 11 | 1  | 5 | 6  | 2  |
| 2004./05.       | Hershey Bears      | AHL             | 72  | 18 | 28 | 46  | 69  | —  | —  | — | —  | —  |
| 2005./06.       | Colorado Avalanche | NHL             | 61  | 32 | 18 | 50  | 60  | —  | —  | — | —  | —  |
| 2006./07.       | Colorado Avalanche | NHL             | 66  | 15 | 15 | 30  | 46  | —  | —  | — | —  | —  |
| 2007./08.       | Colorado Avalanche | NHL             | 62  | 26 | 11 | 37  | 32  | —  | —  | — | —  | —  |
| 2008./09.       | Colorado Avalanche | NHL             | 69  | 14 | 20 | 34  | 34  | —  | —  | — | —  | —  |
| 2009./10.       | Colorado Avalanche | NHL             | 35  | 6  | 3  | 9   | 33  |    |    |   |    |    |
| Sveukupno - WHL | Sveukupno - WHL    | Sveukupno - WHL | 92  | 61 | 57 | 118 | 99  | 33 | 19 | 8 | 27 | 66 |
| Sveukupno - AHL | Sveukupno - AHL    | Sveukupno - AHL | 102 | 27 | 32 | 59  | 79  | —  | —  | — | —  | —  |
| Sveukupno - NHL | Sveukupno - NHL    | Sveukupno - NHL | 297 | 95 | 67 | 162 | 205 | 11 | 1  | 5 | 6  | 2  |

### Reprezentacija
| Godina              | Reprezentacija      | Natjecanje          |    | OU | G | A  | Bod | KM |
| ------------------- | ------------------- | ------------------- | -- | -- | - | -- | --- | -- |
| 2000.               | Slovačka (Juniori)  | SJP-18              | 6  | 2  | 0 | 2  | 0   |    |
| 2002.               | Slovačka (Juniori)  | SJP                 | 7  | 7  | 1 | 8  | 6   |    |
| 2006.               | Slovačka            | ZOI                 | 6  | 0  | 0 | 0  | 0   |    |
| Sveukupno - Juniori | Sveukupno - Juniori | Sveukupno - Juniori | 13 | 9  | 1 | 10 | 6   |    |
| Sveukupno - Seniori | Sveukupno - Seniori | Sveukupno - Seniori | 6  | 0  | 0 | 0  | 0   |    |

## Vanjske poveznice
- Profil na NHL.com
- Profil na Eurohockey.net.
- Profil na The Internet Hockey Database